# Дмохи-Родзонкі
Дмохи-Родзонкі (пол. Dmochy-Rodzonki) — село в Польщі, у гміні Чижев Високомазовецького повіту Підляського воєводства.
Населення — 120 осіб (2011).
У 1975-1998 роках село належало до Ломжинського воєводства.

## Демографія
Демографічна структура станом на 31 березня 2011 року:
|          | Загалом | Допрацездатний вік | Працездатний вік | Постпрацездатний вік |
| -------- | ------- | ------------------ | ---------------- | -------------------- |
| Чоловіки | 63      | 6                  | 51               | 6                    |
| Жінки    | 57      | 11                 | 35               | 11                   |
| Разом    | 120     | 17                 | 86               | 17                   |